# Отчаянные псы
«Отчаянные псы» (англ. The Plague Dogs) — британо-американский анимационный приключенческий фильм, снятый в 1982 году Мартином Розеном по одноимённому роману 1977 года Ричарда Адамса .

## Сюжет
Два лабораторных пса, пожилой лабрадор-ретривер Роуф и молодой гладкошёрстный фокстерьер Сниттер, сбегают из заточения и оказываются на свободе в Озёрном крае. Сниттеру проводили эксперименты на мозге, в то время как Роуф неоднократно был утоплен и реанимировался. Во время побега собаки случайно разбивают колбочку с чумными бактериями. На воле Роуф и Сниттер оказываются совсем не в тех райских условиях, которые ими ожидались.

## Роли озвучивали
- Джон Хёрт — Сниттер
- Кристофер Бенджамин — Роуф
- Джеймс Болэм — лис Пройдоха
- Найджел Хоторн — д-р Бойкотт
- Джеффри Мэтьюз — фермер
- Барбара Ли-Хант — жена фермера
- Джуди Гисон — пекинес
- Патрик Стюарт — майор Одри
- Уоррен Митчелл — Гарри Тайсон
- Дэнди Николс — Филлис

## Производство
Студия Goldcrest Films вложилa в фильм 900 000 фунтов стерлингов.
«Отчаянные псы» были анимированы в Великобритании и Штатах в период между 1979 и 1982 годами. С британской стороны над фильмом работали Артур Хамберстоун, Алан Симпсон, Джордж Джексон и Колин Уайт, ранее работавшие над другой экранизацией Адамса — «Обитатели холмов» (1978). В американскую команду входили Брэд Бёрд, Фил Робинсон и Ретта Скотт, ветеран диснеевской киностудии, трудившаяся в своё время над «Бэмби». Художник-постановщик — Гордон Харрисон.